# A9 (motorväg, Cypern)
A9 är en motorväg på Cypern som binder ihop Nicosia med stadens flygplats. Planer om förlängning av denna motorväg finns.